# Det Teosofiske Samfund
Den 17. november 1875 grundlagde en gruppe spirituelt interesserede Det Teosofiske Samfund i New York. De ledende stiftere var henholdsvis selskabets første præsident Henry Steel Olcott (1832-1907) og korresponderende sekretær Helena Petrovna Blavatsky (1831-1891). Blavatsky blev selskabets åndelige leder, og allerede i 1877 udkom hendes store hovedværk The Isis Unveiled.
Blavatsky forsøger i sin bog at påvise, at det, hun kalder teosofi, er kernen i alle religiøse, magiske, spiritistiske og filosofiske systemer. Værket blev dog skarpt kritiseret for i virkeligheden at være sat sammen af citater fra ældre skrifter i den vestlige esoteriske tradition: W. E: Coleman har vist, at hendes arbejde bestod af vedholdende og konstant plagiering af omkring et hundrede samtidige tekster, som hovedsagelig var relateret til gamle og eksotiske religioner, dæmonologi, frimureri og den spiritistiske sag." En sikkert mere objektiv gennemgang findes i Sylvia Cranston's biografi "H.P.B.", 1993, p. 379-387, som også påviser fejl begået af militærmanden og spiritualisten William Emmette Coleman, som næppe kan kaldes en objektiv forsker.
Efter Blavatskys egne udsagn var bogen, bortset fra citaterne i den, dikteret hende ad åndelig vej af store mestre (mahatmaer eller adepter), hvis sjæle indfandt sig i hendes arbejdsværelse om natten. Det var specielt den buddhistiske terminologi, som appellerede til Blavatsky, og i 1879 flyttede hun derfor selskabets hovedsæde til Indien, først til Bombay og senere til Adyar ved Madras, hvor det stadig har til huse.

## Samfundets udvikling

### Samfundets Hovedformål
Det følgende er fra Det Teosofiske Samfunds tidsskrift The Theosophist januar 1891. Det indeholder første kapitel af dets vedtægter og dets hovedformål, sådan som de så ud, kort før dets mest toneangivende medgrundlægger H. P. Blavatsky afgik ved døden. De oprindelige vedtægter fra dets grundlæggelse i 1875 havde omtrent samme ordlyd.
"Konstitution
- 1. Navnet på dette Samfund, som blev dannet i New York, Amerikas Forenede Stater, d. 17. november 1875, er "Det Teosofiske Samfund."

- 2. Det Teosofiske Samfund er en international organisation.

- 3. Det Teosofiske Samfund's formål er: Første. – At etablere et Menneskehedens Universelle Broderskab, uden at skelne mellem race, tro, køn, kaste eller farve. Andet. – At fremme studiet af Aryansk og anden Østlig litteratur, religioner, filosofier og videnskaber, og at påvise deres vigtighed for Menneskeheden. Tredie. – At efterforske uforklarlige love i Naturen og de psykiske kræfter der findes latent i mennesket.

- 4. Det Teosofiske Samfund er absolut usekterisk, og giver ingen samtykke til nogen formulering af at tro eller blind tro forlanges som en kvalifikation for medlemskab; men enhver ansøger og ethvert medlem må være i sympati med ønsket om at etablere en kerne af Menneskehedens Universelle Broderskab.

- 5. Samfundet blander sig ikke i Kaste-regler, ej heller i sociale observanser, ej heller med politik, og enhver sådan indblanding i dens navn er et brud på konstitutionen. Samfundet er ikke ansvarligt for personlige opfattelser blandt dets Fæller."[8]

Det er måske værd at tilføje, at ordet Aryansk, Arisk eller Aryan betød "Nobel" eller "religioner der stammer fra Indien" i gamle dage. Se den engelske Wikipedia om den religiøse brug af ordet "Arya". At andre så senere omdefinerede ordet er en anden sag. Det er den betydning teosofferne tillagde ordet og tillægger det i dag.

I Det Teosofiske Samfunds vedtægter fra Januar 1891 for organisationen står der også:

PUNKT XIII

Overtrædelser

1. Ethvert Medlem som på nogen måde forsøger at involvere Selskabet i politiske stridigheder skal øjeblikkelig smides ud.

2. Intet Medlem, Administrator, eller Rådsmedlem i Det Teosofiske Samfund, eller i nogen Sektion eller Center der i, skal udbrede eller fastholde nogen doktrina'er som værende de der fremlægges eller udbredes af Selskabet.
Her af ses det, at teosofien var ikke en sekterisk lære, men at hvert medlem frit havde sin helt egen sekteriske opfattelse uanset religiøst tilhørsforhold eller ikke. Der var med andre ord ikke nogen i toppen af organisationen, som udbredte teosofi for andre som befandt sig i bunden af organisationen. Se følgende referencer for nærmere info. Der synes i dag at kunne spores en anden opfattelse af dette forhold blandt nogle nutidige esoteriske eller teosofisk orienterede grupper og blandt videnskabelige fremstillinger om emnet.

### Mahatmabrevene
I Adyar gav de såkaldte Mahatmabreve anledning til stor skandale. Brevene, som hovedsageligt var fra de to navngivne adepter Morya og Koot Hoomi, faldt ned fra loftet i de huse, hvor Blavatsky opholdt sig og indeholdt f.eks. udførlige beskrivelser af netop debatterede emner. I hovedkvarteret i Adyar fandtes desuden et helligt skrin, hvori det var muligt at lægge breve med spørgsmål til mahatmaerne, som hurtigt responderede med lange indholdsrige beskrivelser. Flere af mahatmabrevene blev publiceret af redaktøren ved den britiske avis Pioneer, Alfred Sinnet, hvis to bøger Occult World (1881) og Esoteric Buddhism (1884) blev oversat til adskillige europæiske sprog.
To af Blavatskys nære medarbejdere i hovedkvarteret i Adyar, det kristne ægtepar Coulomb, der arbejdede der som tjenestefolk, trådte imidlertid siden frem og påstod, at de havde været redskaber til at sætte fænomenerne i scene, og at brevene var forfattet af Blavatsky selv. Det britiske Society for Psychical Research blev inddraget i sagen, og resultatet blev en for teosofien skandaliserende rapport (1885). Ud over en række anklager om fup og bedrag, lød beskyldningerne også på, at Det Teosofiske Samfund var politisk, og at Blavatsky var russisk spion.
Blavatsky affærdigede naturligvis alle anklager, og den dag i dag anser nogle af medlemmerne i Det Teosofiske Selskab da også mahatmabrevene for sandfærdige; men som regel kun, sandfærdige i den forstand, at de er givet af adepterne Morya og Koot Hoomi; men ikke at de altid har været skrevet af dem. Det er velkendt i teosofiske kredse, at brevene ofte anses for at være blevet dikteret til Morya og Koot Hoomis elever (Chelaer) telepatisk eller ved anden brug af ekstraordinære evner. Det var altså i de fleste tilfælde eleverne, som skrev ordene. Men det påstås også, at nogle af brevene er skrevet af Morya og Koot Hoomi selv. Det påstås videre, at nogle af de mange breve er forfalskninger heriblandt nogle af de, som ægteparret Coulomb siges at have givet til Hodgsons SPR rapport.
I 1888 kom Madame Blavatskys anden bog The Secret Doctrine. Et omfattende værk som var en del af selve fundamentet for teosofien i alle dens mange forgreninger. Dette værk skulle også være dikteret af mahatmaer, men også dette blev af kritikere stemplet som plagiat. Værket blev imidlertid en stor succes for datidens Teosofiske Samfund. Det blev revet væk og solgt i flere oplag. Det påstås i dag at være en af hovedkilderne bag nutidens New Age bevægelse.

### Krishnamurti
I begyndelsen af det 20. århundrede udvidede Det Teosofiske Selskabs anden generation af ledere, Annie Besant (1847-1933) og Charles Webster Leadbeater (1847-1934), selskabets aktiviteter med undersøgelser af blandt andet Thought-forms (1905) og Okkulte Chemie (1909). Besant og Leadbeater fandt sammen det indiske vidunderbarn Jiddu Krishnamurti. Besant adopterede drengen og førte ham i en alder af fjorten år frem som den kommende ”verdenslærer” eller Buddha. Noget som tilsyneladende ikke alle mener er i overensstemmelse med H. P. Blavatskys lære. Hun sagde f.eks.: "Ingen Visdommens Mester fra Østen vil komme eller sende nogen til Europa eller Amerika efter denne tid, og de dovne vil blive nødt til at frasige sig hver mulighed for avancement i deres nuværende inkarnation – ind til året 1975." Men til stor skade for Det Teosofiske Samfunds i forvejen noget flossede ry gjorde Krishnamurti oprør som voksen. Han frasagde sig enhver ambition som verdenslærer, og i 1929 trak han sig helt ud af hans egen organisation The Order of the Star som han lukkede ned. Han trak sig ud af Det Teosofiske Samfund lidt senere i år 1930.   Som følge af det som dagspressen oplevede som skandaler og det samtidige børskrak på Wall Street, så begyndte samfundet at slå revner, og mange medlemmer forlod selskabet. 
Til trods for rækken af skandaler og de mystiske og okkulte gruppers politiske associationer overlevede samfundet alligevel på grund af en yderst elastisk struktur. Især det meget vigtige Koncept for Tankefrihed har spillet en vigtig rolle.  Den teosofiske lære har gennem årene antaget mange forskellige synspunkter og har tilfredsstillet forskellige behov. Ingen anden okkult gruppe i moderne tid har fået større presseomtale og mere folkelig opmærksomhed end Det Teosofiske Selskab. Og således lod også mange kulturpersonligheder sig inspirere af den; heriblandt komponisten Alexander Scrjabin, digtere som William Buttler Yeats og George William Russell, forfattere som Sir Arthur Conan Doyle og H.G. Wells; og de – konventionelt regnet – fire kunstnere, som udviklede modernismens nonfigurative billedsprog, Frantisek Kupka, Piet Mondrian, Kazimir Malevich og den væsentligste i denne sammenhæng, Wassily Kandinsky, synes også at have været inspireret af det teosofiske livssyn.

## Lære
Den teosofiske lære bør ikke forveksles med Det Teosofiske Samfund. Men, mange gør det, fordi de anser Det Teosofiske Samfund for at være en religiøs sekt. Det Teosofiske Samfund blev skabt for at udforske sandheden om livet med en åben indstilling til hvad dette måtte være. Det blandt andet via sammenlignende studier af religiøse og filosofiske værker. Det teosofiske Samfund blev skabt netop for at undgå sekterisk adfærd. Den teosofiske lære påstås at være den sandhed om livet som, de der kalder sig teosofferne anbefaler. Det vil sige, der er ingen dikterede dogmer indenfor denne lære. Samfundet var og er åben for medlemmer af alle trosretninger.
Den teosofiske lære (græsk, theos, gud; sofia, visdom) er bygget op over et hierarkisk system, hvori mennesket ledes gennem et antal stadier for til sidst at blive indviet i en eviggyldig og hemmelig lære: ”The Synthesis of Science, Religion, and Philosophy.” Madam Blavatsky og den teosofiske litteratur er som helhed dybt rodfæstet i den esoteriske tradition fra alle egne af verden. Udover Corpus Hermeticum og andre hermetiske tekster, referer Blavatskys værker til en lang filosofisk tradition, der bl.a. strækker sig fra Platon over Leibniz til Hegel. Også gnosticisme, kabbalah, rosenkreuzeri, frimureri, Dzyan Stanzas (Kiu-ti), Buddhismen, Hinduismen, Vedanta, Vedaerne, Puranaerne samt både Det Gamle- og Det Nye Testamente refereres der flittigt til i The Secret Doctrine. Og endelig havde både Blavatsky og Olcott, inden de dannede selskabet, begge været dybt engageret i deres egen form for spiritisme. Her søger hun at fremlægge kernen i den teosofiske lære, som er AtmaVidya eller også GuptaVidya. BrahmaVidya eller esoterisk Gnosis i vestlig græsk forstand.
Det Teosofiske Selskab opstod som et forsøg på at modvirke spiritismens lære og tilføre den et åndeligt indhold: ”Theosophy includes Spiritualism—as it should be, not as it is.” Den spiritistiske og teosofiske lære adskiller sig således fra hinanden på en lang række områder. De voksede begge frem i kølvandet på den gigantiske kamp mellem den kristne kirke og den fremstormende naturvidenskab. Men ligesom spiritismen forholder teosofien sig kritisk til begge parter: Til videnskaben for dens materialisme og til kirken for dens stive dogmer.
Men selv om teosofien og spiritismen grundlæggende er ens på nogle punkter, lukker teosofien af for noget af det mest fundamentale ved den spiritistiske tro, nemlig kommunikationen mellem levende og døde. Teosofien advarer mod de spiritistiske seancer, dels fordi de kan forhindre afdøde i at fortsætte til højere åndelige planer og dels på grund af faren for at komme i kontakt med laverestående ånder, som kunne optræde som bortgåede venner og udnytte livskraften fra mediet. Alle forestillinger om, at særligt begavede mennesker kan mediere mellem dette og det hinsides, bliver fjernet: ”[...] the treachery of the ”Fox girls” only makes us feel new pity for all mediums, and confirms, before the whole world, our constant declaration that no medium can be relied upon.” Og derved gik teosofferne endnu videre end spiritisterne i forsøget på at eliminere sporene af et præsteskab.
Blavatsky afskyede det ceremonielle præsteudstyr og den gejstlige autoritet, og så længe hun var selskabets åndelige leder, spillede ritualerne en minimal rolle under møderne: “’Theosophy is not a Religion,’ by no means excludes the fact that ‘Theosophy is Religion’ itself. A Religion in the true and only correct sense, is a bond uniting men together – not a particular set of dogmas and beliefs.” Og ligesom de progressive spiritister nægter teosofferne at ophøje kristendommen til at være specielt fremstående blandt verdens religioner. Kristus er ligesom Buddha ikke andet end en stor mahatma. Til trods for at teosofien opdeler verden i res extensa og res cogitas og ligesom spiritisterne har som mål at bekæmpe materialismen, har den også sine videnskabelige aspekter: ”In its capacity as a religion, too, Theosophy gives its followers a rule of life, based not on alleged commands delivered at some remote period of the past, but on plain common sense as indicated by observed facts. [...] there is no place in his scheme for blind faith.”
Selvom teosofien altså i sin helhed er meget rodfæstet i vesterlandsk tradition, overtager den ikke desto mindre et ret omfattende begrebsapparat fra de klassiske orientalske religioner. Intet har gjort mere end teosofien for at skabe en dybdegående indsigt i østens visdom: ”Buddhism alone is such a true heart-binding and men-binding philosophy, because it is not a dogmatic religion.” Den er et eksempel på, hvordan en vestlig diskurs om Orienten sættes sammen af en orientalistisk nyfortolkning af ”arven fra Indien” og dens ”store åndelige mestre”.
Åndens udviklingslære forklarer teosofferne med et lån fra de orientalske religioners reinkarnationslære. Reinkarnation eller ”samsara” er i de klassiske orientalske religioner det, man skal befries fra, frelses fra. Det er et udtryk for menneskets endeløse lidelser, og en tilfangetagelse i tilblivelsens hjul. Men med teosofien reinkarnerede reinkarnationstankens sig. Den klassiske forståelse af reinkarnation som negativ ændrede sig til fordel for den vestlige fremskridtsoptisme. Denne ændring sker først og fremmest gennem en integration mellem den klassiske orientalske reinkarnationsforståelselse og en speciel esoterisk opfattelse af den darwinistiske evolutionslære. Teosofien retter Østens skæbnehjul ud, som teologen Johannes Aagaard lidt populært påstår det, og omdanner den til en himmelstige. Men hvor Charles Darwin i sin udviklingsforståelse indordner individerne i arter, fokuserer den teosofiske tro skarpt på individet. Teosofien er, som den blev udlagt af Blavatsky, fuldt så antropologisk som spiritismen.

Enhver teosof er stort set selv ansvarlig for egen åndelig udvikling, der er ingen bønner eller rituelle handlinger, som kan give syndsforladelse. Men inspirationen fra Østen ændrer ikke ved, at teosofien er både et vestligt og østligt fænomen. Læren om reinkarnation er allerede en vigtig del af græsk og hellenistisk livssyn og synes at have haft sit udgangspunkt hos orfikerne for derefter at blive accepteret af filosoffer som Pythagoras, Platon og Plotinus, der alle indarbejder reinkarnation i deres filosofiske systemer. Den teosofiske reinkarnations doktrin betyder en stadig udvikling mod det guddommelige, hvor der til sidst er frelse for alle. Og som ved spiritismen ligger en væsentlig del af den teosofiske tiltrækningskraft netop i løftet om de kommende liv. Det er svaret på det moderne menneskets orienteringskrise. Døden er blot en pilgrimsrejse mellem menneskelighed og guddommelig fuldkommenhed. Den østlige doktrin går ifølge H. P. Blavatsky så langt tilbage som Upanishadernes vediske skrifter. Blavatsky skriver: "...i Upanishadernes eosteriske lære når den forstås korrekt, og så vores esoteriske lære, findes der ikke megen forskel." 

## Teosofisk kosmologi
Ifølge teosofisk tankegang er universet bygget op af en uendelig række af systemer inden i hinanden med en række væsner eller guder ordnet i et velorganiseret pyramideformet hierarki og med de ”største” væsner samlet øverst i pyramiden og de ”mindste” nederst. Solsystemet, som vi lever i, opfattes som en levende organisme med en central livsenergi, der via nogle store centre cirkulerer i hele systemet og binder alting sammen til en organisk helhed.
Forud for alting findes ”Det Absolutte”, et evigt, altomfattende og uforanderligt princip. Som H. P. Blavatsky siger: "Sådan er de grundlæggende koncepter hvorpå Den hemmelige Lære hviler." Og yderligere siger Blavatsky: "Det er forkert og uretfærdigt at anse Buddhistiske og Adwaitist Okkultisterne for at være ateister. Hvis ikke alle er filosoffer, så er de i alle tilfælde logikere, deres afvisninger og argumenter er baseret på streng argumentation. Sandelig, hvis den Hinduistiske Parabrahmam tages som repræsentant for den skjulte navnløse guddom hos andre nationer, så vil dette absolutte Princip vise sig at være den prototpye hvoraf alle andre er blevert kopieret.Parabrahm er ikke "Gud," fordi Den er ikke en Gud." ... "Parabrahm er ganske enkelt "Ikke-Dualistisk Virkelighed," det altomfattende Kosmos – eller, snarere, det uendelige Kosmiske Rum – i den højeste åndelige forstand, selvfølgelig." I det absolutte er der utallige universer, og i hvert univers uendeligt mange solsystemer. Hvert solsystem er det ydre udtryk for et mægtigt væsen ”Logos”. Logos er en treenig guddom og er det, mennesket forstår som Gud: ”[...] from Him we all have come; into Him we shall all return.”  Han gennemtrænger alt og skaber kontinuerligt solsystemet ved udstrømninger fra hver af sine tre aspekter. Han udstråler sin kraft til alle livsenheder gennem syv store energicentre eller ”planetvæsener”, hvorigennem al evolution kanaliseres.
Under planetvæsenerne kommer store skarer af ordner af åndelige væsner, kaldet engle eller devaer. Til planetvæsenerne hører Jorden, hvor vi mennesker har hjemme. Jorden overvåges af en stor funktionær, der repræsenterer Solguddommen, som under sig har en række ”ministre”, eller som de også kaldes, ”Det store, hvide broderskab” med ansvar for syv ”departementer”. Departementerne varetager tilsammen styringen af hele klodens husholdning, eksempelvis beskæftiger et departement sig med udviklingen af menneskehedens forskellige rodracer (se mere herom senere) og et andet med religion og undervisning. Herfra grundlægges nye religioner, når den pågældende minister ser, at der er et behov, og derfor rummer alle religioner i deres inderste væsen den samme sandhed. Det store, hvide broderskab bor i forskellige centre rundt om på kloden, hvor det vigtigste befinder sig i Himalaya-bjergene på den tibetanske side af grænsen til Indien. Mennesket kan også kvalificere sig til sådan en stilling ved at hæve sig til et meget højt trin. Det betyder, at vedkommende må ophøre med at leve for rigdom og magt og udelukkende hengive sig til uselvisk arbejde i verdens tjeneste: ”[...] a being of goodness, power and wisdom so great [...]; He has achieved what the plan of the Deity marked out for Him to achieve during this age or dispensation. But His evolution later on continues beyond that level – continues to divinity.” Et stort antal mennesker har allerede nået dette trin og sidder nu med ansvaret for administration af vor verdens affærer og menneskehedens åndelige udvikling.

## De tre udstrømninger fra Logos` tre aspekter
Solguddommen danner, som nævnt, solsystemet ved udstrømninger fra Logos’ tre aspekter. Først afgrænser Solguddommen sit virkefelt med en mægtig kugle. Derefter danner den fra den ”første udstrømning fra Logos' tredje aspekt” stoffet.
I forlængelse af hinanden sender Guddommen flere kraftstrømme ind i den roterende kugle, således at boblerne samles til ”syv koncentriske kugler” eller stofverdener med hver sin tæthedsgrad og vibrationsfrekvens. Der tales om det ”guddommelige plan”, det ”monadiske plan”, det ”åndelige plan”, ”intuitions- planet”, ”mentalplanet”, ”astralplanet ”og til sidst det ”fysiske plan”, som er det stof, vi kan opfatte med vore sanser (fig. 3). Af stofferne formes planetvæsnerne, herunder Jorden. Den klode, vi lever på, består altså ikke af én verden men syv verdener, der gennemtrænger hinanden og indtager samme plads i rummet, om end de finere stofformer strækker sig længere væk fra centret end de grovere. Hver af disse verdener har sine egne indbyggere, hvis sanser kun reagerer på svingningerne i deres egen verden: ”[…] just as our physical eyes cannot see by the vibrations of ultra-violet light, although scientific experiments show that they exist […]. We are at this moment surrounded by these worlds of finer matter[…], and their inhabitants are passing through us and about us, but we are entirely unconscious of them.” Efterhånden som mennesket lærer at fungere i disse højere stoftyper, vil det opdage, hvordan den fysiske verdens grænser gradvist falder bort, og at det befinder sig i en verden med mange dimensioner i stedet for kun tre.
Efter dannelsen af stoffet kommer ”anden udstrømning fra Logos’ andet aspekt”, som rummer evnen til at kombinere. Den samler stoffer til organismer og besjæler dem. Den opbygger på den måde syv naturriger, nemlig det ”første”, ”andet” og ”tredje elementarrige”, ”mineralriget”, ”planteriget”, ”dyreriget ”og ”menneskeriget”. I plante- og dyreriget taler teosofien om gruppesjæle, som efterhånden gennem evolutionens forløb kommer til at tælle stadig færre individer, indtil man endelig når frem til mennesket, som har sin egen individuelle menneskesjæl. Menneskesjælen dannes, når et enkelt dyrs sjæl er blevet så udviklet, at det hæver sig langt op over sin gruppe. Når dette sker springer ”den tredje udstrømning fra Logos’ første aspekt” ned for at møde den. Ved denne udstrømning falder en guddommelig gnist ned fra det monadiske plan og forener sig med den pågældende del af gruppesjælen, hvilket udvikler dannelsen af et ”ego” og dermed et ”menneske”: ”MAN is therefore in essence a Spark of the divine Fire, belonging to the monadic world.” Livsgnisten, som hører hjemme i den monadiske verden kaldes monanden (fig. 4). Når gnisten stiger et trin ned og træder ind i den åndelige verden, viser den sig som en tredobbelt ånd. Af disse tre forbliver en altid i denne verden, og det kalder vi ”ånden i mennesket”. Det andet aspekt manifesterer sig på intuitionsplanet og kaldes ”intuitionen i mennesket”, mens det tredje viser sig i den højere mentale verden og kaldes ”intelligensen i mennesket”. Disse tre elementer udgør tilsammen et ”ego”, som manifesterer sig i det højere mentale stof, som kaldes ”kausallegemet”. Dette ego er for teosofferne det egentlige menneske og svarer mest af alt til det, vi normalt kalder sjælen.
At H. P. Blavatsky's lære i et vist omfang adskiller fra ovennævnte forfatters lære på kosmologien kan ses ved at sammenligne ovennævnte fra den kontroversielle teosof C. W. Leadbeater med H. P. Blavatsky's lære i hendes værk Den Hemmelige Lære, bind 1 og bind 2. Forskellen i opfattelse ligger mest i at C. W. Leadbeater ikke synes at relatere sin lære lige så præcist til den esoteriske buddhismes og den esoteriske Adwaita lære som H. P. Blavatsky gør. C. W. Leadbeater accepterer f.eks. at tillægge Parabrahm betegnelsen "han" og gør derved Parabrahm maskulin, noget som H. P. Blavatsky's lære ikke følger.Se f.eks. A textbook of theosophy by by C. W. Leadbeater [1912] (chapter 2) (Neoteosofi)  og H. P. Blavatsky's atikel "Buddhism, christianity and plallicism".

## Involution & evolution
Det moderne menneske er nået til det udviklingstrin, hvor det er i færd med at udvikle
bevidsthed på de tre laveste planer, nemlig på det fysiske, det astrale og det mentale plan. På det fysiske plan er menneskets fysiske legeme gennemtrængt og omgivet af en energistruktur, som kaldes det ”æteriske” legeme. Stoffet på det astrale plan er redskabet for alle emotionelle processer og kaldes ”astrallegemet”. Stoffet på det mentale plan er opdelt i en nedre og en øvre del; den nedre eller den tungere del kaldes ”mentallegemet” og er hjemsted for vores almindelige analytiske tanker om konkrete forhold. Den lettere del ”kausallegemet”, er hjemsted for evnen til at tænke abstrakt og er, som tidligere nævnt, egoets permanente redskab. Først når mennesket når til det stadium, hvor det kan tænke abstrakt og dermed holistisk og uselvisk, begynder kausallegemets stof at reagere. En kunstner som eksempelvis skaber sine kunstværker af egoistiske årsager, eksempelvis for at opnå berømmelse og rigdom, vil ikke finde vej til dette plan; mens en kunstner, der betragter sine kunstneriske evner som en kraft, der er betroet ham eller hende som et redskab til at løfte sine medmenneskers bevidsthed, naturligt vil glide ind på mentalplanet eller muligvis højere. Mentallegemet er for mange almindelige menneskers vedkommende endnu ikke særligt udviklet, og heri skal også ifølge teosofien findes grunden til: ”[...] why some people instinctively understand, appreciate and enjoy music, while others do not know one tune from another.”

Før egoet i den højere mentale verden kan inkarneres i det fysiske legeme, må det trække et slør af den lavere mentale og astrale verdens stof omkring sig. Denne nedadgående bevægelse i stadig tungere stof kaldes involution, og først når ego’et har tilegnet sig disse mellemliggende redskaber, kan det fødes i den fysiske verden. Efter at mennesket har gennemgået det fysiske liv, vendes nedstigningsprocessen om, og mennesket afkaster ét efter ét de midlertidige legemer, som det har tilegnet sig. Denne tilbagevenden mod de åndelige højder kaldes evolution: ”The body which we can see, the body which is born and dies, is a garment which he puts on for the purposes of a certain part of evolution.”
Egoet er endnu engang tilbage i sin egen verden og bor i sit kausale legeme. Men på grund af manglende udvikling er det endnu kun delvis bevidst i denne verden, og efter en lang hvileperiode føler det en trang til igen at stige ned. Således gentager processen sig. Fordelingen af tid i de tre verdener afhænger af, hvor fremskredent det pågældende menneske er, eksempelvis lever det uudviklede menneske næsten udelukkende i den fysiske verden, hvor et mere fremskredent menneske får længere tid i den mentale verden.
Hos mennesket i den fysiske verden befinder hukommelsen sig i mentallegemet, men da det ved hver fødsel tilegnes på ny, har mennesket i sin fysiske tilværelse slet ingen erindring om tilsvarende tidligere liv. Men selv om mennesket ingen erindringer har, manifesterer egenskaber fra tidligere liv sig alligevel i den fysiske tilværelse: ”[...]as we sow so we must reap.” Loven om årsag og virkning (eller karma) forklarer således menneskets forskellige livsbetingelser som et resultat af egne handlinger.
“It is like carrying a load up a mountain; whether one carries it straight up a steep path or more gradually by a road of gentle slope, precisely the same number of footpounds must be exerted. Therefore to do the same work in a small fraction of the time means determined effort. It can be done, however, for it has been done; and those who have done it agree that it far more than repays the trouble.”
Udviklingen af egoet er netop formålet med materialisationsprocessen, for selvom mennesket er kommet højt oppefra, er det kun gennem nedstigning til de lavere verdener, at det når fuld erkendelse af de højere verdener. Mennesket er altid under udvikling og bevæger sig altid fremad mod et mål, hurtigt eller langsomt, alt efter om dets vilje til at forstå og lære er stærk eller svag.

## Udviklingen af den kollektive verdensånd
Blavatsky beskriver i The Secret Doctrine, hvordan det, vi i dag kender som menneskeformen, har udviklet sig. Ifølge den teosofiske lære er evolutionen forløbet gennem syv forskellige stadier, kaldet ”rodracer”. Rodracerne er de forskellige udviklingsniveauer, hvoraf flere for længst er udlevet, som den kollektive jordiske menneskebevidsthed passerer på sin vej fra dyrerigets instinktive reaktioner frem mod de åndelige højder. Både den første (den ”adamiske”) og den anden rodrace (den ”hyperboræiske”) er blot forstadier til legemsformen. I takt med at kloden gradvist begynder at skifte udseende, dukker den tredje rodrace, ”lemurianerne”, op. Racen, som er opkaldt efter et forsvundet kontinent i Stillehavet, er den første til at stige ned på det fysiske plan. Omkring midten af den lemuriske rodrace begynder overgangen fra den kollektive bevidsthed til den individuelle; en individualisering, som fortsætter i den fjerde rodrace ”atlantiderne”, som bor på det ligeledes forsvundne Atlantis. Den nuværende mennesketype tilhører den femte rodrace, som kaldes den ”indoeuropæiske” eller den ”ariske” race. Hvor den tredje og fjerde rodrace bevidsthedsmæssigt er rettet mod henholdsvis den fysiske udvikling og følelseslivet, er den femte primært kendetegnet ved udviklingen af den konkrete tænkning, hvilket i dag kommer til udtryk i vores fremskredne udvikling af den logiske og videnskabelige tænkning. Men evolutionen fortsætter, og allerede i vores tid ligger grundlaget lagt for den sjette rodrace. Den har endnu ikke noget navn, men vil bevidsthedsmæssigt, fortæller den esoteriske lære, være karakteriseret ved en sammensmeltning af det konkrete og det abstrakte intellekt.

## Chakraerne
Centralt for teosofiens forståelse af mennesket er også de syv psykiske kraftcentre, eller kundalinichakraerne. Chakraerne er en række energihjul i æterlegemet, der fungerer som broer mellem de forskellige planer. Mennesket har mange af disse energihjul, men der er forskel på, hvor vigtige de er. De syv primære chakraer er: ”rod-chakraet”, “sakral-chakraet”, ” solarplexus-chakraet” , ”milt-chakraet”, ”hjerte- chakraet”, ”hals-chakraet”, ”pande- chakraet” og ”hoved-chakraet” (fig. 5). Chakraerne er forbundet med hver sit bevidsthedsplan, som korresponderer med de syv stofverdener og fungerer således som kanaler for overførslen af de åndelige og sjælelige energier til den fysiske bevidsthed. Teosofferne mener, at efterhånden som evolutionen skrider frem, og der sker en udvikling og forædling af menneskets følelses- og tankevaner, aktiveres vores energicentre gradvist. Når chakraerne er kommet til fuld udfoldelse, er det muligt for en clairvoyant at se dem: ”They appear usually as shallow vortices, for they are the point at which the force from the higher bodies enters the lower.” Når alle syv centre er blevet virksomme, bliver vi i stand til at erkende direkte, og det vil gå op for os, at den fysiske verden har ligget som et slør og skjult den åndelige virkelighed.
Det kan anbefales at sammenligne ovennævnte lære med H. P. Blavatskys lære om tilsvarende forhold i forhold til en anderledes okkult rettet lære. Se H. P. Blavatsky's Collected Writings vol. 12, 604-616, strictly private and confidential not the property of any member, and to be returned on demand to the agent of the of the E.S.T.
Her er Rama Prasads senere skrift om sagen "The Science of Breath & the Philosophy of the Tatwas Arkiveret 14. september 2008 hos  Wayback Machine", 1890 

## Andre eksterne kilder og henvisninger
De fleste af de følgende referencer er på engelsk, da der ikke findes meget skrevet om H. P. Blavatsky på dansk i bogform eller på Internettet.
1. ↑  Isis Unveiled, vol. I + II, vii-viii, xli-xlii – http://www.phx-ult-lodge.org/isis_unveiled1.htm Arkiveret 24. januar 2009 hos  Wayback Machine
2. ↑  The Sources of Madame Blavatsky's Writings. By William Emmette Coleman; [First published in A Modern Priestess of Isis by Vsevolod Sergyeevich Solovyoff, London, Longmans, Green, and Co., 1895, Appendix C, pp. 353-366.] – http://www.blavatskyarchives.com/colemansources1895.htm Arkiveret 11. december 2008 hos  Wayback Machine
3. ↑  On Edward Bulwer-Lytton: Agharta, Shambhala, Vril and the Occult Roots of Nazi Power – http://www.foundationwebsite.org/OnBulwerLytton.htm Arkiveret 31. august 2008 hos  Wayback Machine
4. ↑  Sylvia Cranston. H.P.B.: The Extraordinary Life and Influence of Helena Petrovna Blavatsky (New York: Tarcher/Putnam, 1993), p. 384, p. 379-387.
5. 1 2  MY BOOKS, Article by H. P. Blavatsky, 1891 – http://www.blavatsky.net/blavatsky/arts/MyBooks.htm Arkiveret 9. oktober 2008 hos  Wayback Machine
6. ↑  H.P. Blavatsky Collected writings, Vol. 1 P. 264 – http://www.katinkahesselink.net/blavatsky/articles/v1/y1877_013.htm Arkiveret 25. februar 2009 hos  Wayback Machine
7. ↑  "A Study of the Evolution of the "Objects of the T.S." — from 1875 to 1891 By Grace F. Knoche". Arkiveret fra originalen 17. januar 2009. Hentet 20. juli 2009.
8. 1 2  "Kilde: The Theosophist, January, 1891". Arkiveret fra originalen 27. august 2014. Hentet 20. januar 2021.
9. ↑  Arya eller Aryan.
10. ↑  Kilde: The Theosophist, January, 1891 (PDF – Engelsk – Scannet fra originalen, se side 32 eller 62) (Webside ikke længere tilgængelig)
11. ↑  "Kilde: H. P. Blavatsky to the American Conventions – Letter I — 1888 Second Annual Convention — April 22-23 American Section of the Theosophical Society". Arkiveret fra originalen 21. juni 2008. Hentet 27. september 2008.
12. ↑  "Kilde: Blavatsky Collected Writings – A PUZZLE FROM ADYAR – Lucifer, Vol. IV, No. 24, August, 1889, pp. 506-509". Arkiveret fra originalen 5. juli 2011. Hentet 2. juli 2011.
13. ↑  Hodgson Rapporten: "First Report of the Committee of the Society for Psychical Research"; på engelsk – http://blavatskyarchives.com/sprrpcontents.htm Arkiveret 20. juli 2008 hos  Wayback Machine
14. ↑  Det Teosofiske Samfunds Komites afgørelse på Coulomb sagens udvikling: Report of the Committee Appointed by the Annual Convention of the Theosophical Society to Advise Madame Blavatsky as the Best Course to be Taken by Her with Reference to Certain Letters Published in the September and Following Numbers of the Christian College Magazine", – http://www.blavatskyarchives.com/tsreport.htm Arkiveret 20. juli 2008 hos  Wayback Machine
15. ↑  [Two Replies by]
Mr. Damodar K. Mavalankar – about the shrine ["Account of Personal Investigations in India, and Discussion of the Authorship of the 'Koot Hoomi' Letters," Proceedings of the Society for Psychical Research, Volume III, 1885, Appendix IV, pp. 336-337.] – http://www.blavatskyarchives.com/mavalankarspr1885.htm Arkiveret 25. juli 2008 hos  Wayback Machine
16. ↑  H. P. Blavatsky and the SPR – "An Examination of the Hodgson Report of 1885" by Vernon Harrison, Ph.D. – http://www.theosociety.org/pasadena/hpb-spr/hpbspr-h.htm Arkiveret 23. december 2008 hos  Wayback Machine
17. ↑  "The Testimony of Emma Coulomb & Richard Hodgson Concerning the Appearances of the Mahatmas" – http://www.blavatskyarchives.com/coulombandhodgson.htm Arkiveret 25. juli 2008 hos  Wayback Machine; også "The Report of the Committee Appointed to Investigate the Phenomena connected with the Theosophical Society," Proceedings of the Society for Psychical Research, 1885, Vol. 3, No. IX, pp. 207, 209, 241, 239, 245-6, 317.
18. ↑  "Lodget of magic" Article by H. P. Blavatsky – http://www.blavatsky.net/blavatsky/arts/LodgesOfMagic.htm Arkiveret 4. oktober 2008 hos  Wayback Machine
19. ↑  Mahatma Letter, No. 55 by K. H. – http://www.theosociety.org/pasadena/mahatma/ml-55.htm Arkiveret 20. juli 2008 hos  Wayback Machine
20. ↑  "Statement By H.P.B", hvor hun indrømmer at have skrevet et par af brevene selv – http://blavatskyarchives.com/blavatskygebhard.htm Arkiveret 13. maj 2008 hos  Wayback Machine
21. ↑  H. P. Blavatsky's Collected Writigns "The secret doctrine", vol.10, p.157-159 – http://www.katinkahesselink.net/blavatsky/articles/v10/y1888_084.htm Arkiveret 12. oktober 2009 hos  Wayback Machine
22. ↑  Pontifical council for culture pontifical council for interrelegious dialogue Jeses Christ the bearer of the water of life – A Christian reflection
on the “New Age”; chapter 4 "Nen Age and Christian faith in contrast" – engelsk udgave -
http://www.vatican.va/roman_curia/pontifical_councils/interelg/documents/rc_pc_interelg_doc_20030203_new-age_en.html#4%20NEW%20AGE%20AND%20CHRISTIAN%20FAITH%20IN%20CONTRAST Arkiveret 5. maj 2019 hos  Wayback Machine.
23. ↑  H. P. Blavatskys Collected Writings, vol. XII, p. 491-492
24. ↑  Nøglen til Teosofien af H. P. Blavatsky, s.2-4 og 307
25. ↑  Radha Rajagopal Sloss "Lives in the Shadow with J. Krishnamurti", 1991, p. 121-122
26. ↑  Pupul Jayakar (1986) "J. Krishnamurti: A Biography", p.83
27. ↑  "Arkiveret kopi". Arkiveret fra originalen 7. april 2016. Hentet 20. januar 2018.
28. ↑  "Arkiveret kopi". Arkiveret fra originalen 18. januar 2018. Hentet 20. januar 2018.
29. ↑  "Arkiveret kopi". Arkiveret fra originalen 21. januar 2018. Hentet 20. januar 2018.
30. ↑  The Key to Theosophy, p. 2-4, 12, 109-110 og 371
31. ↑  The Book of Dzyan Research Reports by David Reigle, Eastern Tradition Research Institute – http://www.blavatskyarchives.com/reiglecon.htm Arkiveret 21. december 2008 hos  Wayback Machine
32. ↑  The Secret Doctrine, vol. 1, p. xxxviii, xlii-xlvi, 278 – http://www.phx-ult-lodge.org/SDVolume_I.htm Arkiveret 19. oktober 2019 hos  Wayback Machine
33. ↑  Occultism versus the occult arts, Article by H. P. Blavatsky – http://www.blavatsky.net/blavatsky/arts/OccultismVersusTheOccultArts.htm Arkiveret 9. april 2007 hos  Wayback Machine
34. ↑  "Is Theosophy a relegion?", Article by H. P. Blavatsky – http://www.blavatsky.net/blavatsky/arts/IsTheosophyAReligion.htm Arkiveret 27. september 2009 hos  Wayback Machine
35. ↑  – http://www.theosociety.org/pasadena/hpb-am/hpb-am1.htm Arkiveret 21. juni 2008 hos  Wayback Machine
36. ↑  Letter I -- 1888 Second Annual Convention -- April 22-23, American Section of the Theosophical Society (dated April 3rd by H. P. Blavatsky) – http://www.theosociety.org/pasadena/hpb-am/hpb-am1.htm Arkiveret 21. juni 2008 hos  Wayback Machine
37. ↑  The Key to Theosophy, (Om den Kristne Kirkes dogmer) – http://www.phx-ult-lodge.org/aKEY.htm Arkiveret 2. oktober 2008 hos  Wayback Machine
38. ↑  "Is Theosophy a religion?", Article by H. P. Blavatsky – http://www.blavatsky.net/blavatsky/arts/IsTheosophyAReligion.htm Arkiveret 27. september 2009 hos  Wayback Machine
39. ↑  A textbook of Theosophy by C. W. Leadbeater (Neoteosofi)[1912] – http://www.sacred-texts.com/the/tot/chap01.htm Arkiveret 23. november 2008 hos  Wayback Machine
40. ↑  "The Negators of Science", by H. P. Blavatsky; Lucifer (magazine) April 1890 – http://theosophy.org/Blavatsky/Articles/NegatorsOfScience.htm Arkiveret 9. juli 2010 hos  Wayback Machine
41. ↑  "Is Theosphy a religion?", Article by H. P. Blavatsky – http://www.blavatsky.net/blavatsky/arts/IsTheosophyAReligion.htm Arkiveret 27. september 2009 hos  Wayback Machine
42. ↑  "Unfinished Animal", by Theodore Roszak, Harper & Row Publishers, ©1975. Ch. 6. pg. 118.
43. ↑  The Secret Doctrine, vol. 1, p. 155, 185-187, 202, 223, 600 – http://www.phx-ult-lodge.org/SDVolume_I.htm Arkiveret 19. oktober 2019 hos  Wayback Machine
44. ↑  Theories about reincarnation and spirits Article by H. P. Blavatsky – http://www.blavatsky.net/blavatsky/arts/TheoriesAboutReincarnationAndSpirits.htm Arkiveret 5. oktober 2008 hos  Wayback Machine
45. ↑  The Key to Theosophy – http://www.phx-ult-lodge.org/aKEY.htm Arkiveret 2. oktober 2008 hos  Wayback Machine
46. ↑  What shall we do for our felleow-men?; Article by H. P. Blavatsky – http://www.blavatsky.net/blavatsky/arts/WhatShallWeDoForOurFellowMen.htm Arkiveret 9. oktober 2008 hos  Wayback Machine
47. ↑  The Theosphical glossary bu H. P. Blavatsky – http://theosophicalglossary.net Arkiveret 30. oktober 2020 hos  Wayback Machine
48. ↑  The Key to Theosophy, Glossary (Se "Reincarnation" og "Plotinus") – http://www.phx-ult-lodge.org/aKEY.htm#glo Arkiveret 2. oktober 2008 hos  Wayback Machine
49. ↑  The Secret Doctrine, vol. 1, p. 1-20 – og især p.6 – http://www.phx-ult-lodge.org/SDVolume_I.htm Arkiveret 19. oktober 2019 hos  Wayback Machine
50. 1 2  A textbook of Theosphy by C. W. Leadbeater [1912] (chapter 2) (Neoteosofi) – http://www.sacred-texts.com/the/tot/chap02.htm Arkiveret 23. november 2008 hos  Wayback Machine
51. ↑  A textbook of Theosophy by C. W. Leadbeater [1912] (chapter 2) (Neoteosofi) -http://www.sacred-texts.com/the/tot/chap02.htm
52. ↑  The Secret Doctrine, vol.1 og vol.2; http://www.phx-ult-lodge.org/SDVolume_I.htm Arkiveret 19. oktober 2019 hos  Wayback Machine
53. ↑  A textbook of theosophy by C. W. Leadbeater [1912] (chapter 2) (Neoteosofi) – http://www.sacred-texts.com/the/tot/chap02.htm Arkiveret 23. november 2008 hos  Wayback Machine
54. ↑  "Buddhism, christianity and phallicism" af H. P. Blavatsky – http://www.blavatsky.net/blavatsky/arts/BuddhismChristianityAndPhallicism.htm Arkiveret 9. oktober 2008 hos  Wayback Machine
55. ↑  A textbook of Theosophy by C. W. Leadbeater [1912] (chapter 5) (Neoteosofi) – http://www.sacred-texts.com/the/tot/chap05.htm Arkiveret 25. juli 2008 hos  Wayback Machine
56. ↑  A textbook of Theosophy by C. W. Leadbeater [1912] (chapter 1) (Neoteosofi) – http://www.sacred-texts.com/the/tot/chap01.htm Arkiveret 23. november 2008 hos  Wayback Machine
57. ↑  The Secret Doctrine, vol. 1, p. 113, 184-189, 397, 439 etc. – http://www.phx-ult-lodge.org/SDVolume_I.htm Arkiveret 19. oktober 2019 hos  Wayback Machine
58. ↑  The Chakras; C. W: Leadbeater – http://www.anandgholap.net/Chakras-CWL.htm Arkiveret 30. december 2008 hos  Wayback Machine
59. ↑  strictly private and confidential not the property of any member, and to be returned on demand to the agent of the of the E.S.T. H. P. Blavatsky's Collected Writings vol. 12, 604-616 – http://www.katinkahesselink.net/blavatsky/articles/v12/y1890_055.htm Arkiveret 19. november 2008 hos  Wayback Machine
60. ↑  The Science of Breath & the Philosophy of the Tatwas (Translated from the Sanskrit with 15 Introductory & Explanatory Essays on Nature’s Finer Forces) by Rama Prasad The Theosophical Publishing Society, London (1890)

## Eksterne kilder

### Danske kilder
- Center for Levende Visdom Arkiveret 5. april 2011 hos  Wayback Machine
- Teosofisk Forening Aalborg Arkiveret 29. oktober 2020 hos  Wayback Machine
- Teosofisk Forening København Arkiveret 2. marts 2018 hos  Wayback Machine
- Global Theosophy – privat hjemmeside Arkiveret 30. december 2010 hos  Wayback Machine
- Teosofisk Center Fyn Arkiveret 31. august 2018 hos  Wayback Machine
- Grundidéerne i Teosofien af Michael Jahn; en Kristen vinkel Arkiveret 25. februar 2008 hos  Wayback Machine
- Rapport fra mødet indkaldt af colonel Olcott for at diskutere visse beskyldninger imod C. W. Leadbeater – Onsdagen, 16. maj, 1906, kl. 17.00.  Arkiveret 8. april 2016 hos  Wayback Machine

### Engelske kilder
- United Lodge of Theosophists Arkiveret 15. september 2008 hos  Wayback Machine
- Point Loma Publications Arkiveret 20. oktober 2020 hos  Wayback Machine
- Theosophy Library Online – An Online Theosophical Research Center Since 1994 Arkiveret 15. september 2008 hos  Wayback Machine
- Blavatsky Study Center Arkiveret 31. juli 2008 hos  Wayback Machine
- Blavatsky Net Arkiveret 2. oktober 2020 hos  Wayback Machine
- Edmonton Theosophical Society Arkiveret 29. oktober 2020 hos  Wayback Machine
- Theosophical Society England Arkiveret 4. oktober 2006 hos  Wayback Machine
- Theosophical Society India – Det originale Hovedkvarter Arkiveret 9. juli 2011 hos  Wayback Machine
- TheosophyLinks.NET – Overblik over mange grupper m.m. Arkiveret 25. juli 2008 hos  Wayback Machine
- Books by HP Blavatsky at Theosophical University Press Arkiveret 2. juli 2010 hos  Wayback Machine
- Articles and books by Helena Blavatsky and other theosophists Arkiveret 1. oktober 2005 hos  Wayback Machine
- Articles on HP Blavatsky Arkiveret 16. september 2008 hos  Wayback Machine
- H.P. Blavatsky på Curlie (som bygger videre på Open Directory Project)
- Discussion of H.P. Blavatsky's Literary Influence Arkiveret 6. december 2008 hos  Wayback Machine
- Biographical sketch of H.P. Blavatsky Arkiveret 25. december 2008 hos  Wayback Machine
- Brief biography of Blavatsky Arkiveret 28. september 2008 hos  Wayback Machine with psychological insights and speculations about her childhood.
- Charles W. Leadbeater sagerne Arkiveret 6. maj 2022 hos  Wayback Machine
- Report of meeting called by colonel Olcott to dicsuss certain charges against C.W. Leadbeater ...May 16th, 1906, at 5 p.m. (copy) Arkiveret 30. oktober 2010 hos  Wayback Machine

### Forummer
- Theos-talk forum. – En af de største samlingssteder for Teosoffer på Internettet Arkiveret 20. juli 2008 hos  Wayback Machine